# Circonscription électorale de Cuenca
Ne doit pas être confondu avec Circonscription autonomique de Cuenca.
La circonscription électorale de Cuenca est l'une des cinquante-deux circonscriptions électorales espagnoles utilisées comme divisions électorales pour les élections générales espagnoles.
Elle correspond géographiquement à la province de Cuenca.

## Historique
Elle est instaurée en 1977 par la loi pour la réforme politique puis confirmée avec la promulgation de la Constitution espagnole qui précise à l'article 68 alinéa 2 que chaque province constitue une circonscription électorale.

## Congrès des députés

### Synthèse
|             |       | 1977 | 1979 | 1982 | 1986 | 1989 | 1993 | 1996 | 2000 | 2004 | 2008 | 2011 | 2015 | 2016 | 04/19 | 11/19 | 2023 |
| ----------- | ----- | ---- | ---- | ---- | ---- | ---- | ---- | ---- | ---- | ---- | ---- | ---- | ---- | ---- | ----- | ----- | ---- |
| UCD         |       | 3    | 3    |      |      |      |      |      |      |      |      |      |      |      |       |       |      |
| AP & alliés |       |      |      | 2    | 1    |      |      |      |      |      |      |      |      |      |       |       |      |
| PSOE        |       | 1    | 1    | 2    | 2    | 2    | 1    | 1    | 1    | 1    | 1    | 1    | 1    | 1    | 2     | 2     | 1    |
| PP          |       |      |      |      |      | 1    | 2    | 2    | 2    | 2    | 2    | 2    | 2    | 2    | 1     | 1     | 2    |
|             |       |      |      |      |      |      |      |      |      |      |      |      |      |      |       |       |      |
| Total       | Total | 4    | 4    | 4    | 3    | 3    | 3    | 3    | 3    | 3    | 3    | 3    | 3    | 3    | 3     | 3     | 3    |

### 1977
| Parti | Parti | Députés                                                                             |
| ----- | ----- | ----------------------------------------------------------------------------------- |
| UCD   |       | Ángel Martínez Soriano, Gervasio Martínez-Villaseñor García, Manuel Sevilla Corella |
| PSOE  |       | Virgilio Zapatero                                                                   |

### 1979
| Parti | Parti | Députés                                                                              |
| ----- | ----- | ------------------------------------------------------------------------------------ |
| UCD   |       | María Soledad Arahuetes Portero, Gervasio Martínez-Villaseñor García, Javier Rupérez |
| PSOE  |       | Virgilio Zapatero                                                                    |

### 1982
| Parti  | Parti | Députés                                     |
| ------ | ----- | ------------------------------------------- |
| PSOE   |       | Justo Zambrana, Virgilio Zapatero           |
| AP-PDP |       | Pedro María Chacón Nobel, Pablo Paños Martí |

### 1986
| Parti | Parti | Députés                           |
| ----- | ----- | --------------------------------- |
| PSOE  |       | Justo Zambrana, Virgilio Zapatero |
| CP    |       | Javier Rupérez                    |

### 1989
| Parti | Parti | Députés                             |
| ----- | ----- | ----------------------------------- |
| PSOE  |       | Justo Zambrana, Virgilio Zapatero   |
| PP    |       | Gervasio Martínez-Villaseñor García |

### 1993
| Parti | Parti | Députés                                                 |
| ----- | ----- | ------------------------------------------------------- |
| PP    |       | Gervasio Martínez-Villaseñor García, José Madero Jarabo |
| PSOE  |       | Virgilio Zapatero                                       |

- Virigilio Zapatero (PSOE) est remplacé en septembre 1994 par Justo Zambrana
  - Justo Zambrana (PSOE) est remplacé en juillet 1995 par María Ángeles Ballesteros Belinchón.

### 1996
| Parti | Parti | Députés                                                 |
| ----- | ----- | ------------------------------------------------------- |
| PP    |       | Gervasio Martínez-Villaseñor García, José Madero Jarabo |
| PSOE  |       | Máximo Díaz-Cano                                        |

- Máximo Díaz-Cano est remplacé en juillet 1997 par María Ángeles Ballesteros Belinchón.

### 2000
| Parti | Parti | Députés                              |
| ----- | ----- | ------------------------------------ |
| PP    |       | Francisco Utrera, José Madero Jarabo |
| PSOE  |       | Máximo Díaz-Cano                     |

- Francisco Utrera est remplacé mai 2000 par José Manuel Tortosa Ruiz.

### 2004
| Parti | Parti | Députés                              |
| ----- | ----- | ------------------------------------ |
| PP    |       | Francisco Utrera, José Madero Jarabo |
| PSOE  |       | Máximo Díaz-Cano                     |

- Máximo Díaz-Cano est remplacé en mai 2004 par María Angustias Alcázar Escribano, elle-même remplacée en juin 2007 par Mercedes Toledo Silvestre.

### 2008
| Parti | Parti | Députés                                 |
| ----- | ----- | --------------------------------------- |
| PP    |       | María Jesús Bonilla, José Madero Jarabo |
| PSOE  |       | Luis Carlos Sahuquillo                  |

### 2011
| Parti | Parti | Députés                                       |
| ----- | ----- | --------------------------------------------- |
| PP    |       | María Jesús Bonilla, José María Beneyto Pérez |
| PSOE  |       | Luis Carlos Sahuquillo                        |

### 2015
| Parti | Parti | Députés                            |
| ----- | ----- | ---------------------------------- |
| PP    |       | Rafael Catalá, María Jesús Bonilla |
| PSOE  |       | Luis Carlos Sahuquillo             |

### 2016
| Parti | Parti | Députés                            |
| ----- | ----- | ---------------------------------- |
| PP    |       | Rafael Catalá, María Jesús Bonilla |
| PSOE  |       | Luis Carlos Sahuquillo             |

### Avril 2019
| Parti | Parti | Députés                                                 |
| ----- | ----- | ------------------------------------------------------- |
| PSOE  |       | Luis Carlos Sahuquillo, Mariana de Gracia Canales Duque |
| PP    |       | Rafael Catalá                                           |

- Rafael Catalá (PP) est remplacé en juin 2019 par María Jesús Bonilla.

### Novembre 2019
| Parti | Parti | Députés                                                 |
| ----- | ----- | ------------------------------------------------------- |
| PSOE  |       | Luis Carlos Sahuquillo, Mariana de Gracia Canales Duque |
| PP    |       | Beatriz Jiménez Linuesa                                 |

### 2023
| Parti | Parti | Députés                                    |
| ----- | ----- | ------------------------------------------ |
| PP    |       | Beatriz Jiménez Linuesa, Daniel Pérez Osma |
| PSOE  |       | Luis Carlos Sahuquillo                     |

## Sénat

### Synthèse
|             |       | 1977 | 1979 | 1982 | 1986 | 1989 | 1993 | 1996 | 2000 | 2004 | 2008 | 2011 | 2015 | 2016 | 04/19 | 11/19 | 2023 |
| ----------- | ----- | ---- | ---- | ---- | ---- | ---- | ---- | ---- | ---- | ---- | ---- | ---- | ---- | ---- | ----- | ----- | ---- |
| UCD         |       | 3    | 3    |      |      |      |      |      |      |      |      |      |      |      |       |       |      |
| AP & alliés |       |      |      | 1    | 1    |      |      |      |      |      |      |      |      |      |       |       |      |
| PSOE        |       | 1    | 1    | 3    | 3    | 3    | 1    | 1    | 1    | 1    | 1    | 1    | 1    | 1    | 3     | 2     | 1    |
| PP          |       |      |      |      |      | 1    | 3    | 3    | 3    | 3    | 3    | 3    | 3    | 3    | 1     | 2     | 3    |
|             |       |      |      |      |      |      |      |      |      |      |      |      |      |      |       |       |      |
| Total       | Total | 4    | 4    | 4    | 4    | 4    | 4    | 4    | 4    | 4    | 4    | 4    | 4    | 4    | 4     | 4     | 4    |

### 1977
| Parti | Parti | Sénateurs                                                                    |
| ----- | ----- | ---------------------------------------------------------------------------- |
| UCD   |       | Rodrigo Lozano de la Fuente, Rafael Mombiedro de la Torre, Andrés Moya López |
| PSOE  |       | Amalia Miranzo Martínez                                                      |

### 1979
| Parti | Parti | Sénateurs                                                                      |
| ----- | ----- | ------------------------------------------------------------------------------ |
| UCD   |       | Carlos Clemente Torrijos, Rafael Mombiedro de la Torre, Manuel Sevilla Corella |
| PSOE  |       | Amalia Miranzo Martínez                                                        |

### 1982
| Parti  | Parti | Sénateurs                                                                  |
| ------ | ----- | -------------------------------------------------------------------------- |
| PSOE   |       | Julián Córdoba Huerta, Julián Grimaldos Grimaldos, Amalia Miranzo Martínez |
| AP-PDP |       | Eulogio Agudo Calleja                                                      |

### 1986
| Parti | Parti | Sénateurs                                                         |
| ----- | ----- | ----------------------------------------------------------------- |
| PSOE  |       | Julián Córdoba Huerta, Jaime Jiménez Saiz, José Martínez Guijarro |
| CP    |       | Gervasio Martínez-Villaseñor García                               |

### 1989
| Parti | Parti | Sénateurs                                                                         |
| ----- | ----- | --------------------------------------------------------------------------------- |
| PSOE  |       | Julián Córdoba Huerta, Laría Ángeles del Pilar Díaz Vieco, José Martínez Guijarro |
| PP    |       | Esteban Malabia Guijarro                                                          |

### 1993
| Parti | Parti | Sénateurs                                                               |
| ----- | ----- | ----------------------------------------------------------------------- |
| PP    |       | Reyes Martínez García, María Teresa Pérez Toledo, Francisco Utrera Mora |
| PSOE  |       | Juan Vicente Casas Casas                                                |

- María Teresa Pérez Toledo est remplacée en janvier 1997 par Wenceslao Turégano Mínguez.

### 1996
| Parti | Parti | Sénateurs                                                          |
| ----- | ----- | ------------------------------------------------------------------ |
| PP    |       | Lucía Delgado García, Reyes Martínez García, Francisco Utrera Mora |
| PSOE  |       | Juan Vicente Casas Casas                                           |

### 2000
| Parti | Parti | Sénateurs                                                         |
| ----- | ----- | ----------------------------------------------------------------- |
| PP    |       | María Jesús Bonilla, Lucía Delgado García, Rogelio Pardo Gabaldón |
| PSOE  |       | Luis Ayllón Oliva                                                 |

- María Jesús Bonilla (PP) est remplacée en juin 2003 par José Montalvo Garrido.

### 2004
| Parti | Parti | Sénateurs                                                                  |
| ----- | ----- | -------------------------------------------------------------------------- |
| PP    |       | María Ángeles García Romero, José Montalvo Garrido, Rogelio Pardo Gabaldón |
| PSOE  |       | Luis Ayllón Oliva                                                          |

### 2008
| Parti | Parti | Sénateurs                                                                   |
| ----- | ----- | --------------------------------------------------------------------------- |
| PP    |       | Luis Manuel Fraga Egusquiaguirre, Marina Moya Moreno, Francisco Utrera Mora |
| PSOE  |       | Pedro Bustos Amores                                                         |

### 2011
| Parti | Parti | Sénateurs                                                              |
| ----- | ----- | ---------------------------------------------------------------------- |
| PP    |       | María Ángeles García Romero, Marina Moya Moreno, Francisco Utrera Mora |
| PSOE  |       | María Inmaculada Cruz Salcedo                                          |

- Inmaculada Cruz (PSOE), morte en fonctions, est remplacée en août 2013 par José María Toledo Díaz.
  - José María Toledo (PSOE) est remplacé en juillet 2015 par Lorena Moratalla Parreño.

### 2015
| Parti | Parti | Sénateurs                                                                             |
| ----- | ----- | ------------------------------------------------------------------------------------- |
| PP    |       | Carlos Alberto Algaba Soler, Pedro Jareño Paricio, María Montserrat Martínez González |
| PSOE  |       | Manuela Galiano López                                                                 |

### 2016
| Parti | Parti | Sénateurs                                                                             |
| ----- | ----- | ------------------------------------------------------------------------------------- |
| PP    |       | Carlos Alberto Algaba Soler, Pedro Jareño Paricio, María Montserrat Martínez González |
| PSOE  |       | Manuela Galiano López                                                                 |

### Avril 2019
| Parti | Parti | Sénateurs                                                                       |
| ----- | ----- | ------------------------------------------------------------------------------- |
| PSOE  |       | Carmen Torralba Valiente, Alfonso Escudero Ortega, María Ángeles López Martínez |
| PP    |       | José Manuel Tortosa Ruiz                                                        |

### Novembre 2019
| Parti | Parti | Sénateurs                                                 |
| ----- | ----- | --------------------------------------------------------- |
| PP    |       | José Manuel Tortosa Ruiz, María Pilar Martínez Peñarrubia |
| PSOE  |       | Carmen Torralba Valiente, Alfonso Escudero Ortega         |

### 2023
| Parti | Parti | Sénateurs                                                                            |
| ----- | ----- | ------------------------------------------------------------------------------------ |
| PP    |       | Benjamín Prieto Valencia, María Jesús Bonilla, Alejo Joaquín Miranda de Larra Arnaiz |
| PSOE  |       | Carmen Torralba Valiente                                                             |